# Cosworth BD

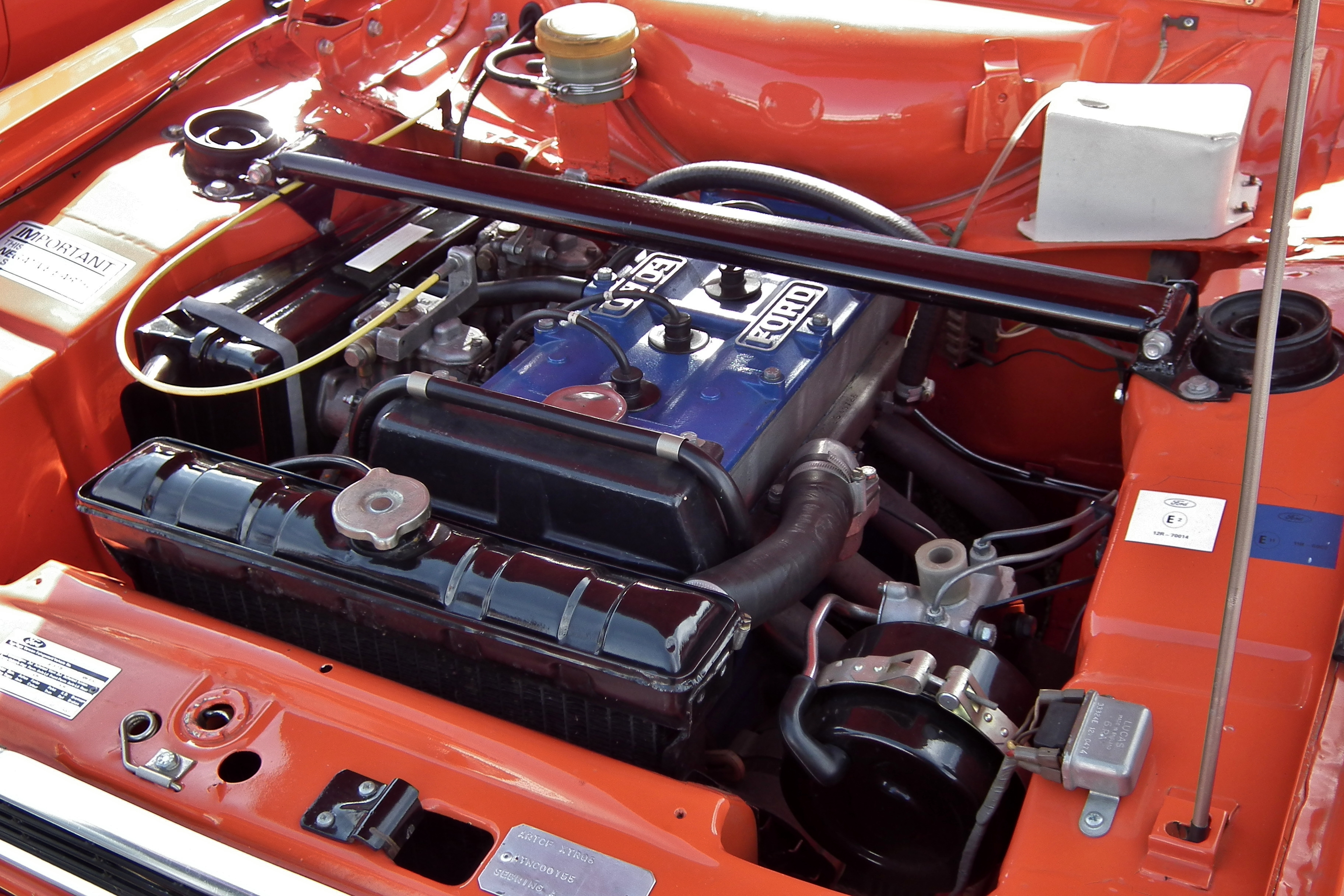
Cosworth BD in einem Escort RS1600

Als Cosworth BD (teilweise auch als Ford BDA vermarktet) wird eine Baureihe von Vierzylinder-Ottomotoren bezeichnet, die von Cosworth im Auftrag von Ford Ende der 1960er Jahre entwickelt wurden. Sie sind eine Kombination aus einem Leichtmetall-Zylinderkopf von Cosworth mit zwei obenliegenden Nockenwellen und vier Ventilen pro Zylinder und einem Kent-Motorblock. Spätere Varianten haben auch einen Motorblock aus Aluminium, der jedoch auch auf dem Kent basiert.
Fälschlicherweise wird die Motorenbaureihe auch als BDA bezeichnet. BDA war jedoch nur der erste Motor der Baureihe mit einem Hubraum von 1601 cm³, andere Motoren der Baureihe haben an der dritten Stelle einen anderen Buchstaben zur Unterscheidung, siehe Typenliste.
BD steht für belt driven (engl. für mit Zahnriemen angetrieben).

## Entstehungsgeschichte
In der Anfangszeit von Cosworth machten sich Mike Costin und Keith Duckworth einen Namen mit der Überarbeitung von Zylinderköpfen der Kent-Motoren von Ford. Ab 1959 entstanden so diverse Motoren, die u. a. in der Formel Junior verwendet wurden. Mitte der 1960er Jahre gab es mit dem Mk.XVII und dem MAE („modified anglia engine“) erste eigene Zylinderkopfkonstruktionen. Bei diesen beiden Typen wurden die Einlaßkanäle des Zylinderkopfs durch das Einsetzen von Buchsen versetzt, um durch einen günstigeren Strömungsverlauf und den Einsatz anderer Vergaser noch mehr Leistung zu generieren.
Der erste von Cosworth selbst entwickelte Zylinderkopf erschien 1964 für den Cosworth SC (single camshaft, engl. für eine Nockenwelle). Dieser bestand aus einem OHC-Zylinderkopf aus Aluminium mit zwei Ventilen pro Zylinder und einem Kent-Motorblock. Die Konstruktion ist wie bei den frühen Kent-Motoren ein Gegenstromzylinderkopf, jedoch mit einer über Stirnräder angetriebenen obenliegenden Nockenwelle. Die Einlaßkanäle sind wie beim MAE für den Einsatz von Fallstromvergasern gestaltet. Der SCA mit 1,0 Liter Hubraum wurde in der Formel 2 eingesetzt, der SCC mit 1,1 Liter Hubraum in nordamerikanischen Rennserien.
Auf den SC folgte der FV (four valve, engl. für vier Ventile), der erste Vierventil-Zylinderkopf von Cosworth. Dieser war Teil eines zweistufigen, von Ford of Britain finanzierten Projekts. Zuerst sollte der FV für die Formel 2 entwickelt werden und darauf aufbauend ein V8-Motor für die Formel 1. Der ab 1966 eingesetzte FVA mit 1,6 Liter Hubraum verwendete noch immer den Motorblock des Ford Kent, hatte nun aber zwei obenliegende Nockenwellen, vier Ventile pro Zylinder und einen Querstromzylinderkopf. Die Nockenwellen werden wie beim SC über Stirnräder angetrieben. Der FVB diente als Entwicklungsbasis für den späteren Cosworth DFV.

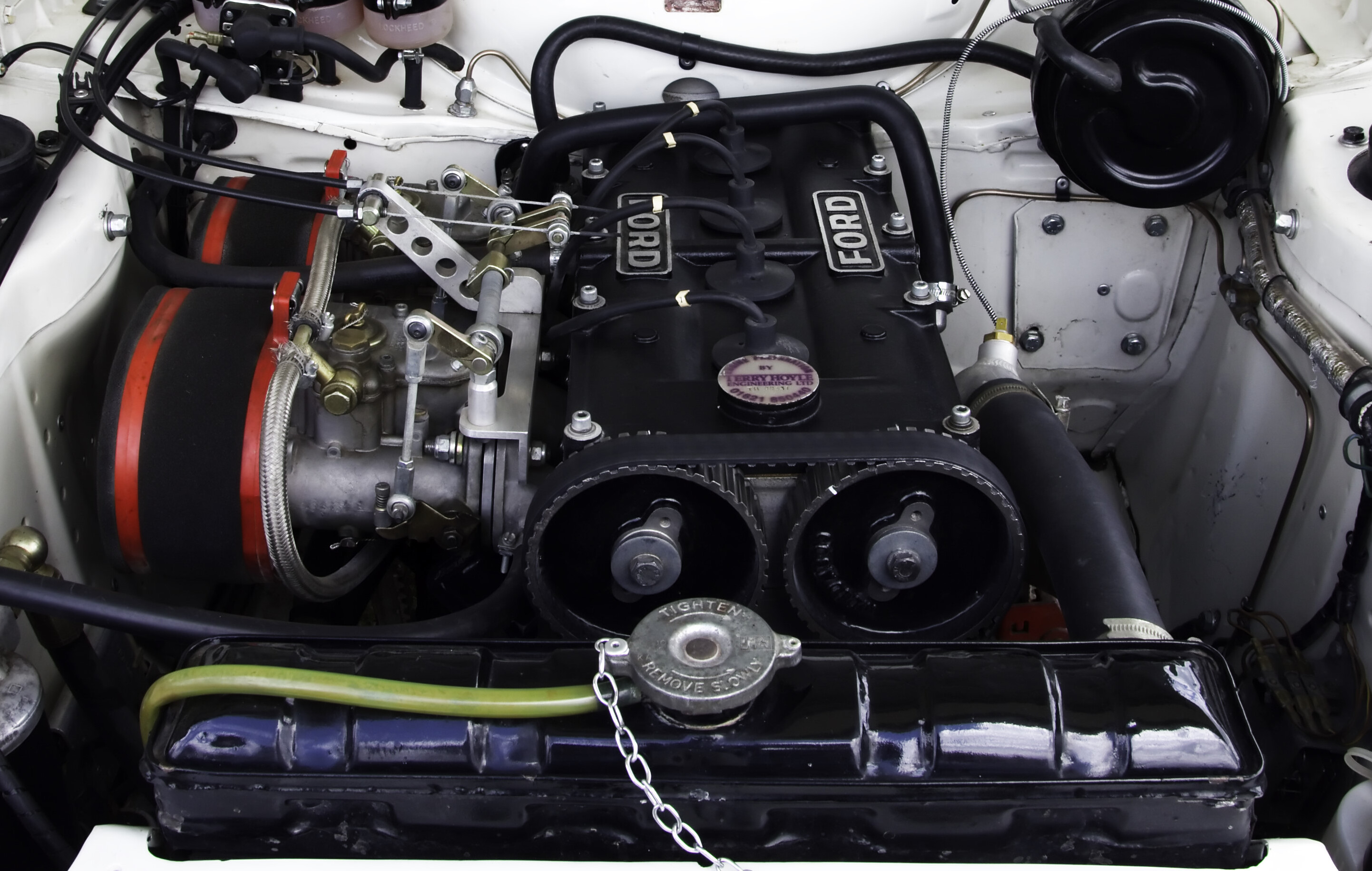
Cosworth BD in einem Escort RS1600

Noch bevor der von Ford finanzierte DFV bei dem ersten Einsatz in der Formel 1 seine Leistungsfähigkeit unter Beweis gestellt hatte, erhielt Cosworth von Ford im Mai 1967 einen weiteren Auftrag zur Entwicklung eines Motors. Für den Auftrag – der ohne schriftlichen Vertrag, nur mit Handschlag vergeben wurde – erhielt Cosworth vorab eine einmalige Zahlung in Höhe von 40.000 Pfund und sollte pro gebautem Motor eine Beteiligung in Höhe von einem Pfund erhalten. Das Ziel war nicht klar definiert, doch sollte der neue Motor besser als der Lotus TwinCam, eine Großserienvariante des FV und für den Einsatz bei Rallyes, Rundstreckenrennen und im normalen Straßenverkehr geeignet sein. Keith Duckworth konzentrierte sich zu dieser Zeit ausschließlich auf das DFV-Projekt, formulierte aber noch Vorschläge für das Design und was im Vergleich mit dem FV geändert werden sollte. Im Mai 1967 übernahm Mike Hall eigenverantwortlich die Entwicklung des neuen Motors. Die Entwicklung und der Bau der Gussformen dauerten etwa ein Jahr, im Juni 1968 lief der erste Motor. Für die Tests wurden zwei Lotus Cortina verwendet, in einem dieser beiden Fahrzeuge legte Hall selbst etwa 40.000 Meilen zurück. Der Motor wurde 1969 vorgestellt. Ein Zahnriemen trieb die Nockenwellen an. Das hatte es bei seriengefertigten  Kraftfahrzeugen bis dahin nur von Glas, Fiat und Vauxhall  gegeben, der BD war damit nach dem Vauxhall Slant Four der zweite britische Motor mit dieser Technik. Die Entscheidung für einen Zahnriemen hatte einfache Gründe. Dieser ist kostengünstiger und sehr viel leiser als ein Stirnradantrieb und damit für den Einbau in ein Serienfahrzeug sehr viel besser geeignet. Halls Bedenken bezüglich der Haltbarkeit des Zahnriemens verschwanden, als sich nach einer Anfrage bei Uniroyal herausstellte, dass der benötigte Zahnriemen exakt die gleiche Länge hatte wie der für den Fiat Twin-Cam-Motor. Das ersparte Coswort einen erheblichen finanziellen Aufwand und viel Zeit für die benötigten Tests. Der Riemen wurde für den BD nur etwas breiter gewählt. Obwohl das Bohrung-/Hubverhältnis von Duckworth und Hall als ungünstig eingeschätzt wurde, erwies sich der BD von Anfang an als leistungsfähig. Bei einem Test mit einem Kurzhuber-Motorblock eines FV und dem neuen BD-Zylinderkopf leistete der Motor 238 bhp (ca. 177 kW / 241 PS), so viel wie bis dahin die stärksten FV. Da die Konstruktion der beiden Zylinderköpfe ähnlich war, führt Hall die Leistungsfähigkeit des BD auf die bessere Effizienz des Zahnriemens gegenüber dem Stirnradantrieb des FV zurück.
1969 hatte Ford noch keinen konkreten Einsatzplan für den BD, lediglich etwa 100 Fahrzeuge des neuen Ford Capri wurden mit dem neuen Motor ausgestattet, 32 davon wurden von Cosworth hergestellt. Motorsportchef Stuart Turner forcierte den Einsatz des BD, der ab 1970 im Escort RS1600 verbaut wurde. Mit 1601 cm³ Hubraum war der BDA minimal über der Grenze für die Klasse bis 1,6 Liter und fiel damit – wie von Hall beabsichtigt – in die größte Klasse bis 2 Liter Hubraum. Im RS1600 wurde im Motorsport der BDB mit 1700 cm³ Hubraum verwendet. Obwohl das Fahrzeug bereits sehr konkurrenzfähig war, ließ die Klasseneinstufung noch Luft nach oben. Eine Erhöhung des Hubraums war durch weiteres Aufbohren der Zylinder nur noch bedingt möglich und eine Vergrößerung des Hubs wurde von Hall und Duckworth abgelehnt. Die Lösung kam von Brian Harts kurz zuvor gegründeter Firma Hart Racing Engines. Hart entwickelte in Eigenregie auf Basis des Ford Kent einen Aluminiumblock, der nicht nur dank größerer Bohrung das Hubraumlimit von 2 Litern übertreffen konnte, sondern auch noch leichter war als der Grauguss-Motorblock des Kent. Obwohl Keith Duckworth diesen nicht von Cosworth entwickelten Motorblock ablehnte, hatte sich das Projekt längst verselbständigt. Da Cosworth Ende der 1960er Jahre über keine eigene Gießerei und damit nicht über die nötige Produktionskapazität verfügte, lieferten mehrere andere Motorenbauer Teile für den BD direkt an Ford und an Endkunden.

## Beschreibung

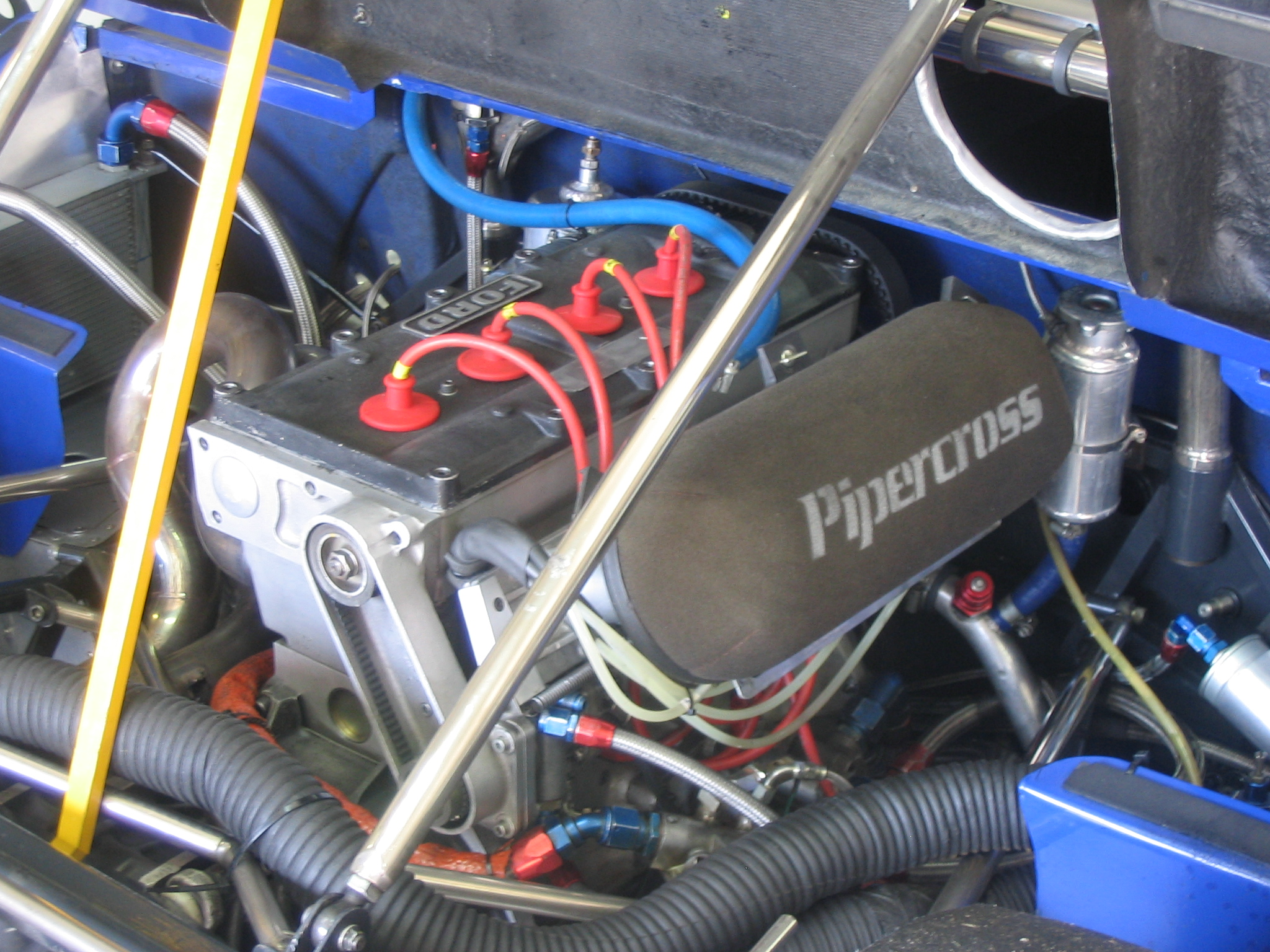
Cosworth BD in einem Chevron B19 mit Einspritzanlagenantrieb an der Nockenwelle

Der Cosworth BD ist ein Reihenvierzylinder-Viertakt-Ottomotor.
Der Grauguss-Motorblock stammt vom Ford Kent mit OHV-Ventilsteuerung. Einige Varianten wie der BDG haben einen Motorblock aus Aluminium, der von Hart Racing Engines auf Basis des Kent-Motorblocks entwickelt wurde. Die seitliche Nockenwelle wurde als Nebenwelle beibehalten, bei den vielen Fahrzeugen wird so weiterhin die Ölpumpe und der Zündverteiler angetrieben. Die Steuerkette des Kent ist beim BD entfallen, die Nebenwelle wird direkt vom Zahnriemen angetrieben.
In die Entwicklung des Leichtmetall-Zylinderkopfes flossen die Erfahrungen mit dem Bau von Zylinderköpfen und vor allem mit dem FV ein. Der Zylinderkopf des BD ähnelt in vielen Details dem des FV hat trotzdem eine eigenständige Konstruktion. Die zwei obenliegenden Nockenwellen werden statt über Stirnräder über einen Zahnriemen angetrieben. Der Ventilwinkel ist mit 40° gleich, die Ventile haben jedoch eine andere Größe und die Kanäle des Motors sind auf den Einsatz in einem Straßenfahrzeug und die Verwendung von Vergasern abgestimmt. Der Zylinderkopf ist zweiteilig, im unteren Teil sitzen Ventile und Stößel, im oberen die Nockenwellen.
Insbesondere für den Rennbetrieb sind weitere Modifikationen am BD von vornherein vorgesehen. Die Pumpe für eine Trockensumpfschmierung kann über ein zusätzliches Ritzel, das direkt auf das Antriebsrad der Nebenwelle geschraubt wird, angetrieben werden. Bei Verwendung einer Lucas-Einspritzanlage sitzt die Kraftstoffpumpe auf dem Ventildeckel und wird von einer flexiblen Welle angetrieben, die über Ritzel und einen kleinen Zahnriemen mit dem Nockenwellenrad der auslaßseitigen Nockenwelle verbunden ist. Andere Einspritzanlagen können auch direkt von der Nockenwelle angetrieben werden, dabei ist ein Ritzel getriebeseitig fest mit der einlaßseitigen Nockenwelle verbunden.

## Typenliste
Nach der Vorstellung des BDA 1969 wurden je nach Verwendungszweck weitere Versionen des BD veröffentlicht.
| Typ   | Hubraum in cm³ | Vorstellung bzw. Entwicklungsjahr | Fahrzeug                   | Anmerkungen |
| ----- | -------------- | --------------------------------- | -------------------------- | --- |
| BDA   | 1601           | 1969                              | Escort RS1600              | Motor für RS1600-Serienfahrzeuge |
| BDB   | 1700           | 1970                              |                            | Motor für RS1600-Rennwagen, sofern das Reglement eine Hubraumerhöung erlaubte                                                                                               |
| BDC   | 1700           | 1970                              |                            | Einspritzervariante des BDB |
| BDD   | 1600           | 1971                              | Formel Atlantic            | |
| BDE   | 1790           | 1972                              | Formel 2                   | |
| BDF   | 1927           | 1972                              | Formel 2                   | |
| BDG   | 1975           | 1973                              | Formel 2                   | Frühe Motoren noch mit einem Graugußblock, spätere mit einem Motorblock aus Aluminium; im Motorsport ab 1973 auch im Escort RS1800 verwendet                                |
| BDH   | 1300           | 1973                              | Gruppe 2                   | 1,3-Liter-Versin des BDA, Kurbelwelle mit weniger Hub und schmälerer 1,3-Liter-Kent-Block. Gedacht für einen Escort RS1300, das Projekt wurde von Ford jedoch nie umgesetzt |
| BDJ   | 1098           | 1974                              | Formel C                   | Weitere Kurzhubversion des BDA |
| BDM   | 1599           | 1975                              | Formel Atlantic            | Variante des BDD mit Kraftstoffeinspritzung; mit größeren Ventilen |
| BDN   | 1600           | 1977                              | Formel Atlantic Kanada     | Der Verkauf der Motoren und Ersatzteile erfolgte über den Veranstalter der Rennserie                                                                                        |
| BDP   | 1975           | 1984                              | Midget-Cars                | USA-Version für dortige Rennserien; BDG mit Kraftstoffeinspritzung und modifiziert für die Verwendung von Methanol als Kraftstoff                                           |
| BDR   | 1601, 1701     | 1977                              | Caterham Super Seven       | Ähnlich dem BDA, verkauft als Bausatz zum Einbau in Super Seven Kit Cars |
| BDT   | 1778, 1803     | 1981                              | Escort RS1700T, Ford RS200 | Mit Aluminiumblock; aufgebohrt auf 1803 cm³ zur Verwendung im RS200 |
| BDT-E | 2137           | 1986                              | Ford RS200 „Evolution“     | Weiterentwicklung des BDT durch Brian Hart; 25 fertiggestellte Motoren sowie eine erhebliche Anzahl an produzierten Ersatzteilen                                            |

## Verwendung (Serienfahrzeuge)

### Ford Escort RS1600

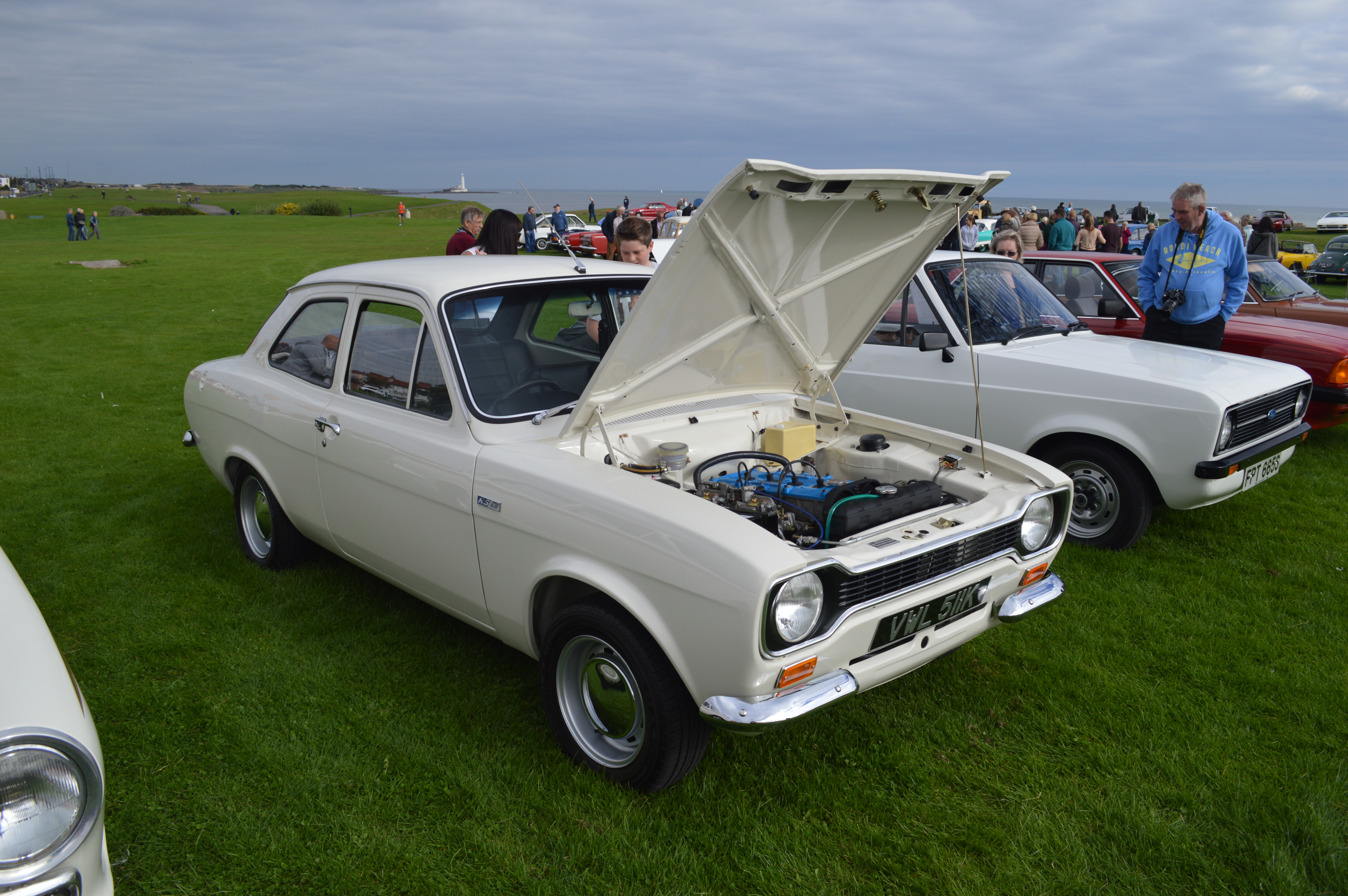
Ford Escort RS1600

Der RS1600 ist ein Ford Escort der ersten Baureihe. Vorgänger des RS1600 ist der Escort Twin Cam. Dieser hat einen Kent-Motorblock mit 1,6 Litern Hubraum, der mit einem vom Lotus entwickelten Leichtmetall-Querstromzylinderkopf kombiniert ist. Wie der Name schon sagt, ist der Twin Cam mit zwei Nockenwellen ausgestattet, hat aber nur zwei Ventile pro Zylinder. Eine Steuerkette treibt die Nockenwellen an. Der Escort Twin Cam wurde von 1968 bis 1971 gebaut.
Die ersten 1970 hergestellten Escort RS1600 sind Escort Twin Cam, bei denen die Motoren durch den neueren BDA ersetzt wurden. Die Motoren wurden von Harper Engineering in Letchworth geliefert. Der RS1600 ist serienmäßig mit zwei Querstrom-Doppelvergasern von Weber ausgestattet, der Motor leistet 120 PS. Der RS1600 hat eine Höchstgeschwindigkeit von 113 mph und beschleunigt in 8,9 Sekunden aus dem Stand auf 60 mph. Als Verbrauch wurden 22 mpg angegeben.
Der RS1600 wurde nicht direkt im Werk gebaut, sondern fertige Fahrzeuge aus der laufenden Produktion entnommen und bei Fords eigener Abteilung für Sonderfahrzeuge („AVO“, advanced vehicle operations) in Aveley in Thurrock umgerüstet. Motorsportfahrzeuge entstanden auf ähnliche Art und Weise. Zudem wurden viele gebrauchte Rennsportfarzeuge nachträglich mit BD-Motoren ausgestattet.
Offizielle Bau- oder Verkaufszahlen des RS1600 gibt es nicht.

### Ford Escort RS1800

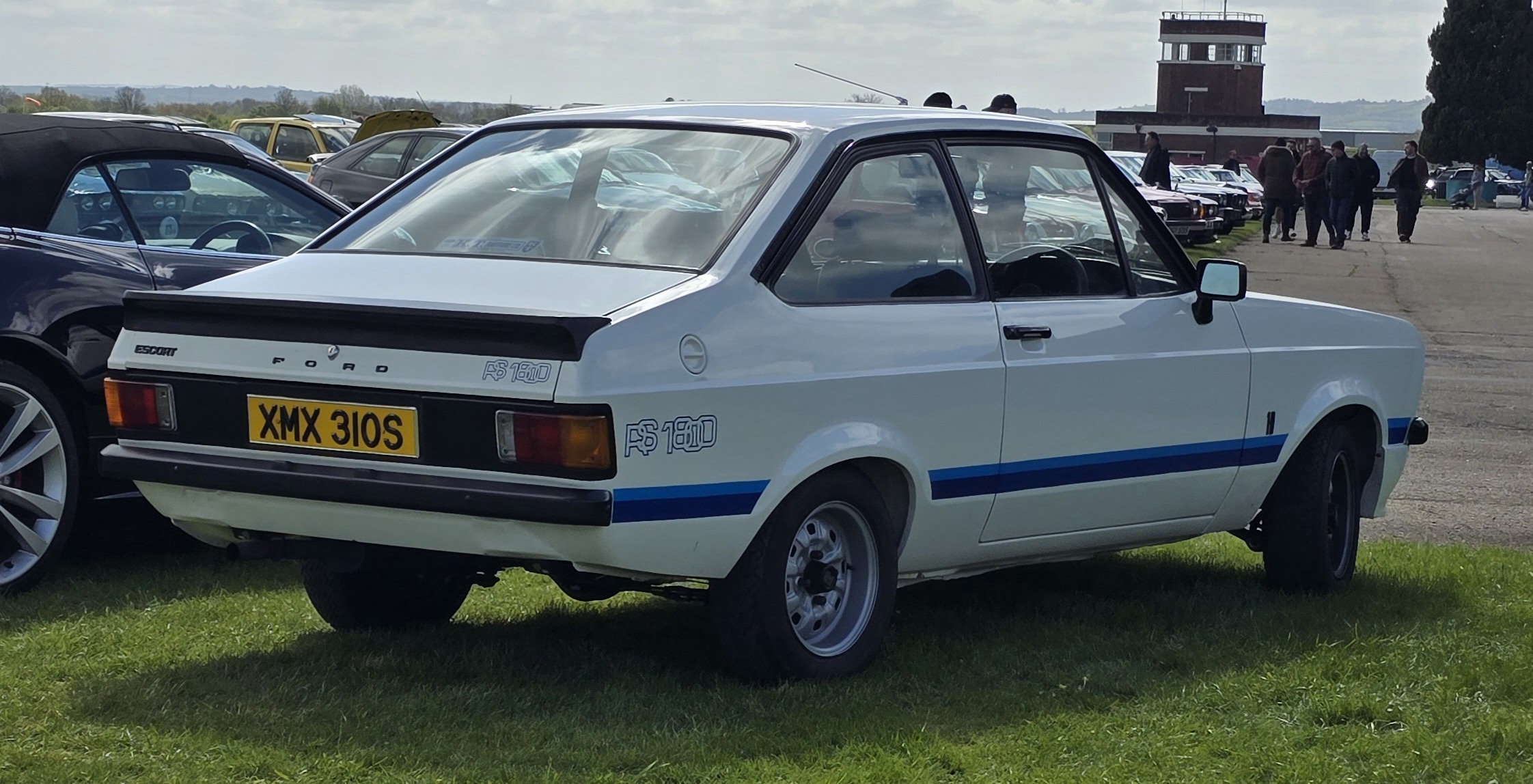
Ford Escort RS1800

Mit der im Herbst 1974 Umstellungn des Ford Escort auf die neue, zweite Baureihe wurde auch der RS1600 durch den neuen RS1800 ersetzt. Neben dem neuen Erscheinungsbild der zweiten Baureihe hat der RS1800 auch einen anderen Motor als der Vorgänger. Der BD mit einem Hubraum von 1835 cm³ war nicht mehr „ausschließlich“ Cosworth, diese Motoren mit einem geänderten Motorblock wurden u. a. von Hart Racing Engines geliefert. Anders als beim Vorgänger ist der Motor des RS1800 nur mit einem Doppel-Fallstromvergaser ausgestattet, hat aber dank des größeren Hubraums mit 115 PS eine ähnliche Motorleistung. Der RS1800 hat eine Höchstgeschwindigkeit von 111 mph und beschleunigt in 9,0 Sekunden aus dem Stand auf 60 mph. Der Verbrauch ist mit 27 mpg niedriger als beim Vorgänger.
Für die ersten RS1800 wurden Fahrzeuge aus der laufenden Produktion im Ford-Werk in Halewood entnommen. Später kamen die Basisfahrzeuge aus dem deutschen Werk in Saarlouis, wo ausschließlich Linkslenkerfahrzeuge hergestellt wurden. Das Sondermodell Mexico mit einem 1,6-Liter-Kentmotor wurde – wie auch der RS1600 – bei der Ford-eigenen AVO in Aveley zum RS1800 umgebaut. Dazu wurde  neben dem Motor auch die Beklebung und die Typenschilder entfernt und durch entsprechende Teile für den RS1800 ersetzt. Zudem entstanden auch beim RS1800 weitere Fahrzeuge durch nachträgliche Umbauten gebrauchter Rennfahrzeuge oder durch den Einbau gebrauchter Rennmotoren aus dem RS1800 in neue Fahrzeuge der zweiten Baureihe.
Wie beim RS1600 ist auch beim RS1800 die Anzahl der gebauten Fahrzeuge nicht bekannt.

### Ford Escort RS1700T
Der Escort RS1700T sollte in den 1980er Jahren den Escort RS1800 in der Rallye-Weltmeisterschaft ersetzen. Die Produktion des Escort ’75 wurde im Sommer 1980 eingestellt und Ford wollte aus Prestige- und Marketinggründen mit einem Fahrzeug aus der aktuellen Produktion in der Rallye-Weltmeisterschaft an den Start gehen. Wegen Größe und Gewicht kam nur wieder ein Ford Escort in Frage. Der neue Escort ’81 hatte jedoch – anders als sein Vorgänger – Frontantrieb, der für den Rallyesport als nicht konkurrenzfähig angesehen wurde. Ford nutzte deshalb die Möglichkeiten der Gruppe B, um vom Großserienfahrzeug Escort eine Kleinserie mit 200 gebauten Fahrzeugen für den Motorsport abzuleiten. Dazu wurde der Escort von Front- auf Hinterradantrieb umgebaut. Als Motor sollte weiterhin der bewährte BD des Vorgängers verwendet werden. Die Kraftübertragung zur Hinterachse sollte zugunsten einer besseren Gewichtsverteilung mit einem Transaxlegetriebe erfolgen. Da ab den 1970er Jahren Turbomotoren im Motorsport immer dominanter wurden, erwog man auch bei Ford den Einsatz eines Turboladers für das neue Rallyefahrzeug. Prototypen des Escort RS1700T wurden mit einem BDT mit knapp 1,8 Liter Hubraum und einem Hart 420R mit knapp 2,3 Liter Hubraum getestet. Der BD mit Turboaufladung war dem Hart 420R – der ebenfalls auf einem BD basierte – weit überlegen. Für den Escort RS1700T wurden 200 BDT mit 1778 cm³ Hubraum gebaut, um die für die Homologation nötigen 200 Fahrzeuge damit auszustatten. Obwohl die Entwicklung des RS1700T so gut wie abgeschlossen war, kam es zu keinem Renneinsatz mehr. Durch die Verwendung des Allradantriebs sah man bei Ford 1983 keine realistischen Siegchancen für das Fahrzeug. Das Projekt wurde eingestellt und die bereits produzierten BDT-Motoren für ein neu zu entwickelndes allradgetriebenes Fahrzeug für die Gruppe B eingelagert.

### Ford RS200

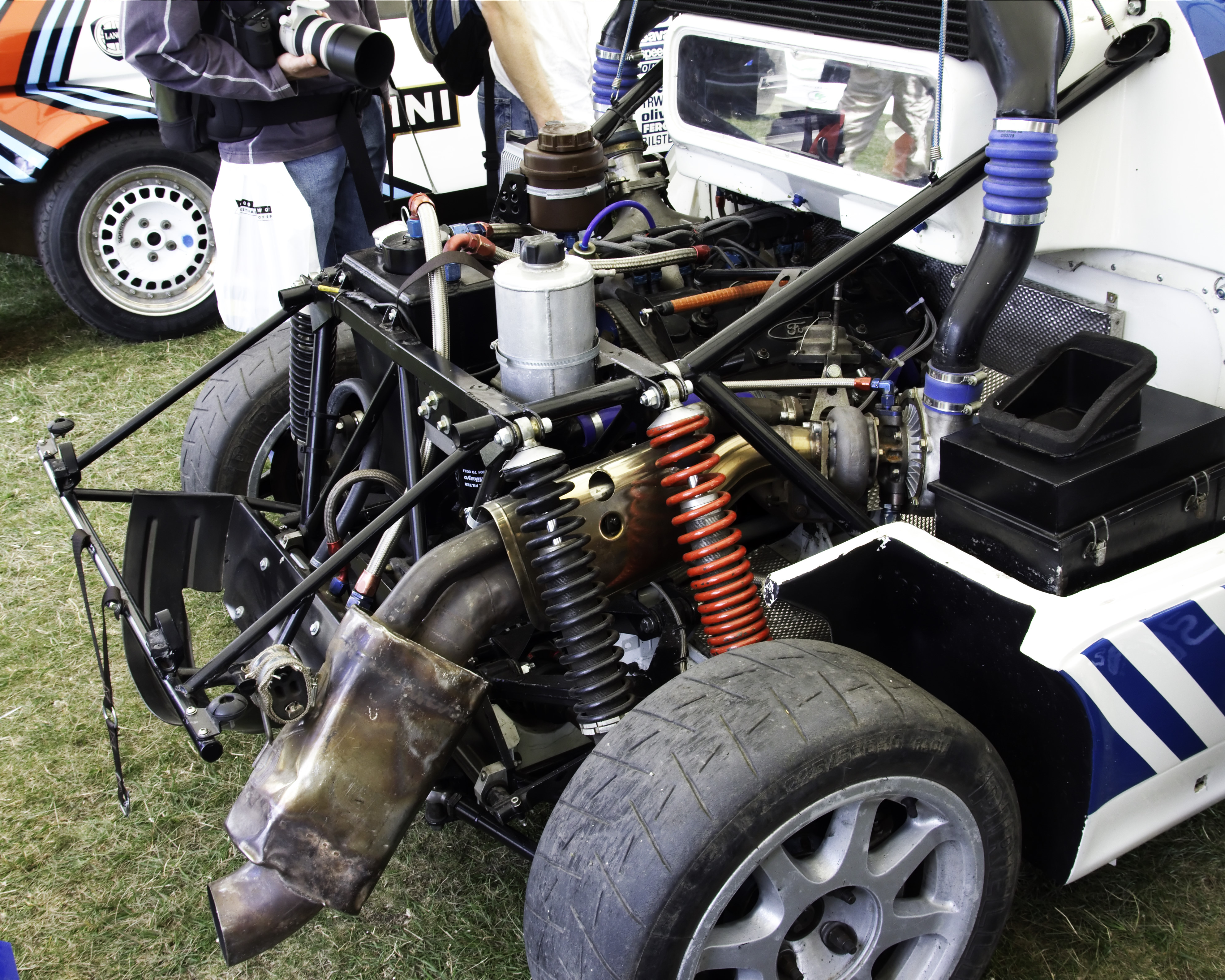
Motorraum des Ford RS200 mit Cosworth BDT

Direkt nach Einstellung des Escort RS1700T begann man bei Ford mit der Entwicklung des RS200. Das neue Fahrzeug mit Allradantrieb entwickelte Ford komplett neu. Anders als die meisten anderen Hersteller leitete Ford den RS200 nicht von einem Großserienfahrzeug ab, sondern entwickelte das Auto ausschließlich für den Renneinsatz. Lediglich die Türen, die Windschutzscheibe und ein Teil des Daches wurden vom Ford Sierra übernommen, um die Vorschriften für eine Zulassung in der Gruppe B zu erfüllen. Der RS200 war damit eines der kompromisslosesten Fahrzeuge, das Rennen in der Gruppe B der Rallye-Weltmeisterschaft bestritt. Die bereits für den RS1700T gebauten 200 BDT-Motoren wurden für den RS200 wiederverwendet. Der Motor wurde für den Einsatz im neuen Fahrzeug mit einer Trockensumpfschmierung, einer verbesserten Wasser- und Ölpumpe und einem geschweißten Rohrkrümmer ausgestattet. Durch die Standzeit sei eine Neubearbeitung der Zylinderlaufbahnen nötig gewesen. Naheliegender ist jedoch, dass Ford bewusst den Hubraum von 1778 auf 1803 cm³ erhöhte. Die Gruppe B sah je nach Hubraumklasse ein Mindestgewicht des Gesamtfahrzeugs vor. Der Motor des RS1700T war  für die Gruppe bis 2,5 Liter (Hubraum×Turbofaktor) ausgelegt. Für diese Gruppe war der RS200 mit Allradantrieb zu schwer, hatte mit einem effektiven Hubraum von 2524 cm³ (1803×1,4) jedoch den kleinsten Motor der Klasse bis 3 Liter Hubraum. Von 1984 bis 1986 erreichte der RS200 nur in einem Rennen eine Podiumsplatzierung, ein dritter Platz des Schweden Kalle Grundel bei der Rallye Schweden 1986 blieb das beste Ergebnis in der Rallye-Weltmeisterschaft. Für die Saison 1987 wurde bei Brian Hart ein neuer Motor in Auftrag gegeben, der mit 2137 cm² das Reglement bis zur Grenze ausreizte. Dieser für ein Evolutions-Modell mit 20 Einheiten vorgesehene Motor kam nicht mehr zum Einsatz. Nach schweren Unfällen mit mehreren Toten, an denen auch der RS200 beteiligt war, wurde die Gruppe B mit Ablauf der Saison 1986 eingestellt.

## Motorsport

### Rallye

#### Rallye-Weltmeisterschaft

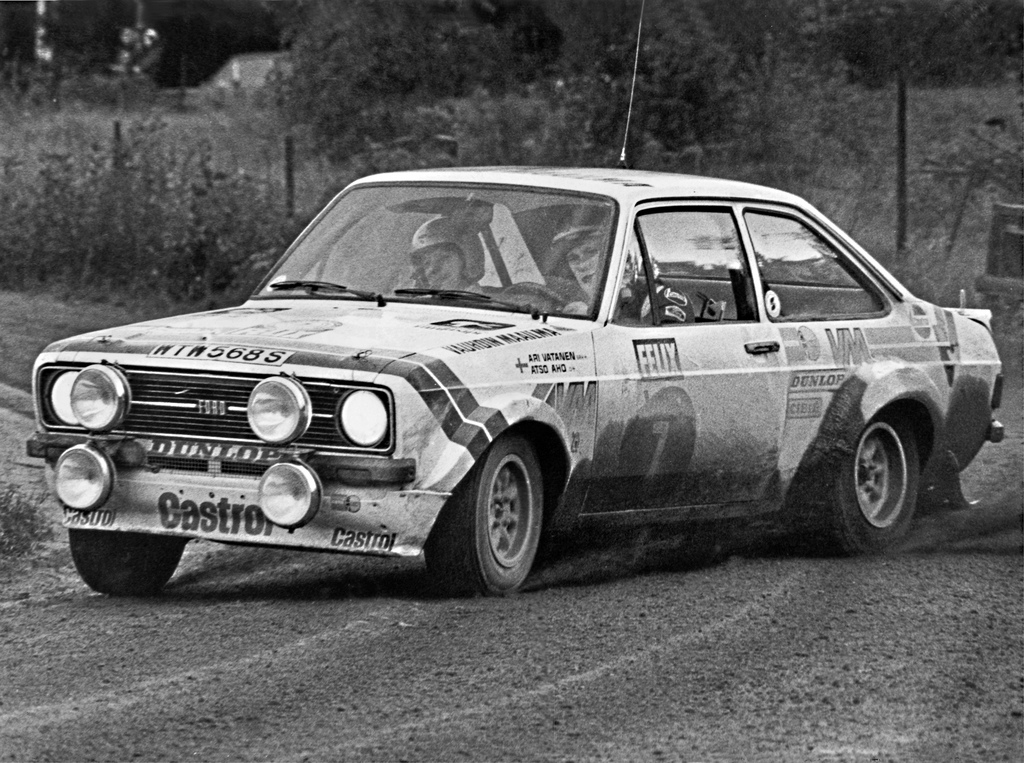
Ari Vatanen 1978 bei der Rallye Finnland auf RS1800

Björn Waldegård gewann 1979 in einem Escort RS1800 mit einem BDG-Motor die erste offizielle Fahrerwertung der Rallye-Weltmeisterschaft, im selben Jahr errang Ford auch den Konstrukteurstitel. 1981 wurde Ari Vatanen – auf einem privat eingesetzten Escort RS1800 – ebenfalls Rallyeweltmeister.
Der nach dem Reglement der Gruppe B entwickelte Ford Escort RS1700T mit einem BDT mit Turboaufladung und 1778 cm³ Hubraum sollte die Nachfolge des RS1800 antreten. Obwohl die Entwicklungsarbeiten bereits so gut wie abgeschlossen waren, wurde das Projekt, dem 1983 wegen des fehlenden Allradantriebs keine Siegchancen zugerechnet wurden, eingestellt. Die BDT-Motoren wurden modifiziert und für den Ford RS200 verwendet. Dieser wurde nur zwei Jahre lang eingesetzt, bevor Ende der Saison 1986 die Fahrzeuge der Gruppe B in der Weltmeisterschaft verboten wurden. Die einzige Podiumsplatzierung erreichte Kalle Grundel mit einem dritten Platz bei der Rallye Schweden 1986. Der von Ford noch bei Hart Racing Engines in Auftrag gegebene BDT-E, der mit 2137 cm³ Hubraum das erlaubte Maximum ausreizte und den RS200 Evolution dank mehr Motorleistung konkurrenzfähiger gemacht hätte, kam nicht mehr zum Einsatz. Diese Fahrzeuge wurden ab 1987 – wie viele andere Rallyefahrzeuge der Gruppe B – in der Rallycross-Europameisterschaft eingesetzt.

#### Nationale Meisterschaften
Auch auf nationaler Ebene wurden vor allem die Escort RS1600 und RS1800 erfolgreich eingesetzt.
Reinhard Hainbach gewann 1978 und 1979 die Deutsche Rallye-Meisterschaft auf einem Escort RS1800.
Die Britische Rallye-Meisterschaft ging ab 1971 vier Mal in Folge an einen Fahrer mit einem Escort RS1600, ab 1975 weitere vier Mal in Folge an einen Fahrer mit einem RS1800 und nach einem Jahr Pause 1983 erneut an einen RS1800. Roger Clark gewann drei seiner vier Titel auf einem Escort, weitere Sieger waren u. a. Ari Vatanen mit zwei Titeln und Hannu Mikkola mit einem Titel.
In der Schottischen Rallye-Meisterschaft war der Escort RS ähnlich erfolgreich. Nach vier Titeln in Folge – u. a. an Fahrzeuge mit dem Lotus Twin-Cam-Motor – gingen von 1972 bis 1981 acht von zehn Meistertitel an Fahrer mit einem Ford Escort RS1600 bzw. RS1800.
Bei der Rallye-Meisterschaft Neuseeland gingen von 1978 bis 1983 alle Titel an einen Fahrer mit einem Escort RS1800, ein weiterer folgte 1985.
Die Irische Asphalt-Rallye-Meisterschaft wurde 1978 und 1979 ebenfalls mit einem Ford Escort RS1800 gewonnen.

### Rallycross

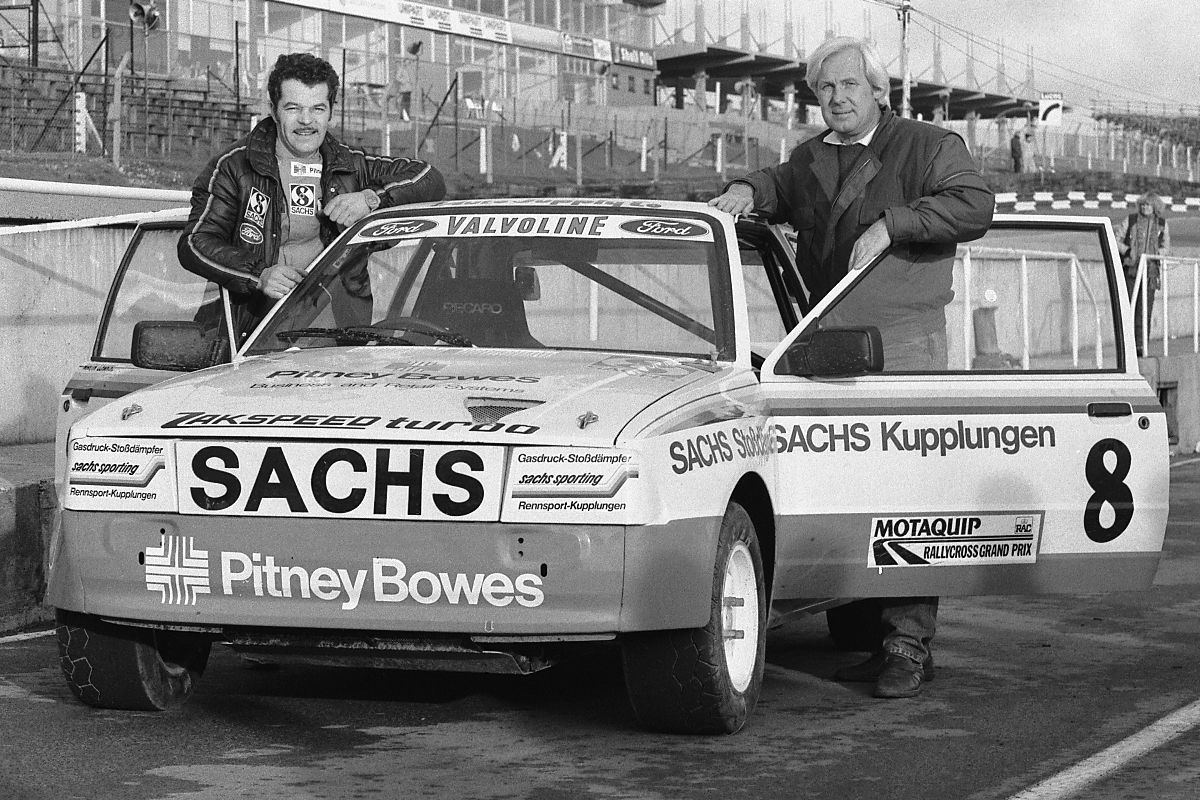
Martin Schanche und Erich Zakowski im Dezember 1983 mit dem neuen XR3 4×4

Martin Schanche gewann in einem Escort RS1800 1978 die Gesamtwertung in der Rallycross-Europameisterschaft sowie 1979 und 1981 deren Tourenwagenwertung. 1981 verwendete der Norweger einen Zakspeed-Motor mit Turboaufladung, der vom BD abgeleitet wurde. Ein weiterer Zakspeed-Motor, nun statt mit 1740 mit 1860 cm³ und um 150 PS stärker, kam auch in seinem ab 1984 verwendeten Ford Escort XR3 Turbo 16 4×4 zum Einsatz, mit dem er bereits im ersten Jahr seinen vierten EM-Titel gewann. 
Nachdem die Fahrzeuge der Gruppe B in der Rallye-Weltmeisterschaft Ende des Jahres 1986 verboten wurden, fanden diese im Rallycross von 1987 bis einschließlich 1992 eine neue Einsatzmöglichkeit. Schanche wechselte in den Ford RS200 Evolution und gewann nach drei zweiten Plätzen 1988, 1989 und 1990 im Jahr 1991 seinen fünften Europameistertitel. Im Laufe dieser Jahre entwickelte der Norweger die BDT-E-Motoren des RS200 von anfänglich 2137 cm³ und 590 PS bis hin zu 2395 cm³ und 670 PS. Neben Schanches Erfolgen in der Rallycross-Europameisterschaft holten der Norweger Thor Holm, der Brite Pat Doran und der Finne Pekka Rantanen 1991 und 1992 auf einem RS200 einen zweiten und zwei dritte Plätze in der Gesamtwertung.

### Rundstrecke

#### DRM

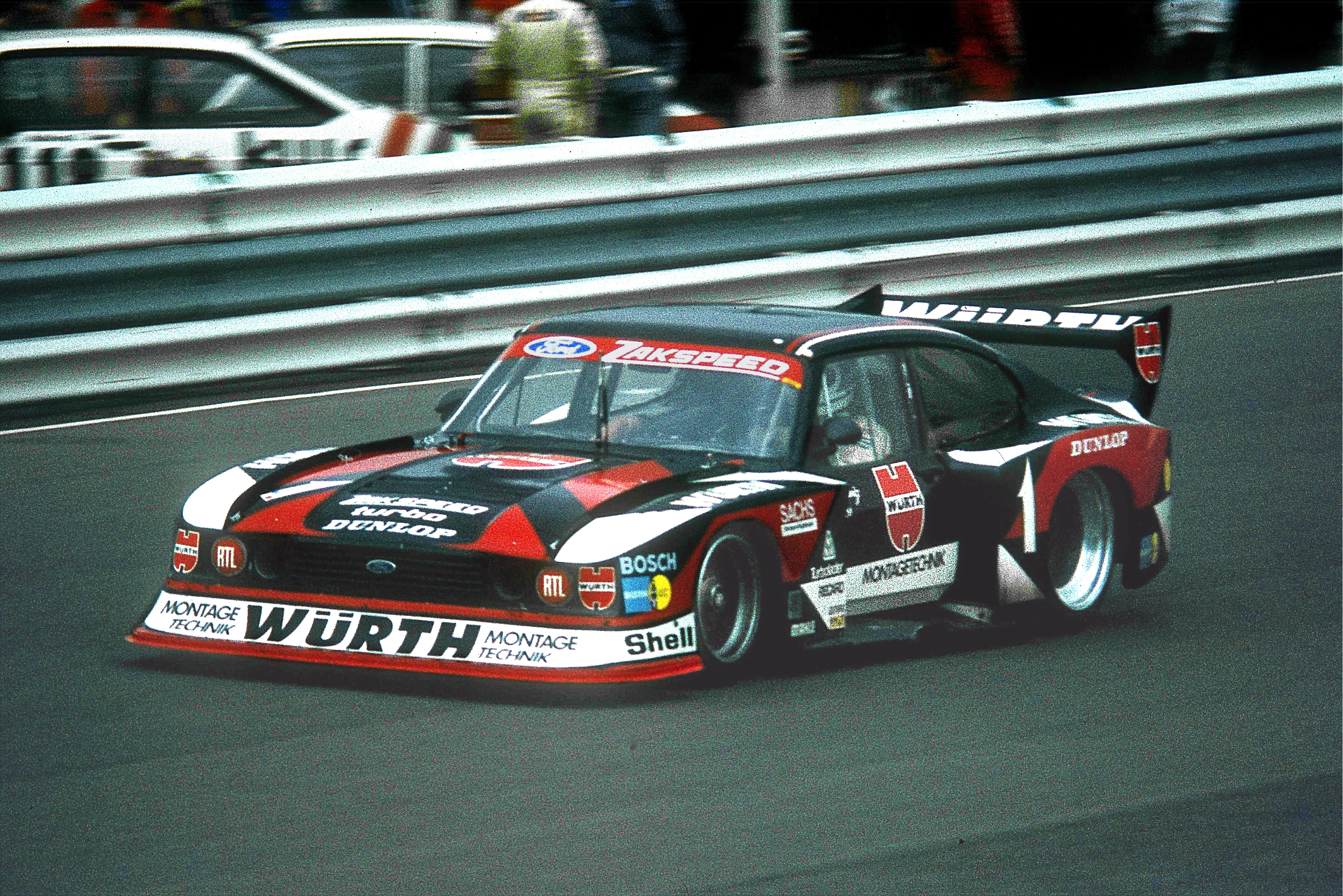
Zakspeed Capri Turbo 1980 auf dem Nürburgring (Mass/Ludwig)

In der DRM setzte Zakspeed den Ford Escort RS1800 mit großem Erfolg ein. Nach zwei Gesamtsiegen durch Dieter Glemser 1973 und 1974 gewann Hans Heyer in den Jahren 1975 und 1976 den Meistertitel. Nach einer Reglementsänderung waren die Fahrzeuge mit BD-Motor der Konkurrenz mit größeren Motoren unterlegen. Zakspeed entwickelte daraufhin den Capri Turbo auf Basis des Capri III. Dieser Capri war erheblich modifiziert und hatte mit dem Serienfahrzeug nur noch wenig gemeinsam. Der von Zakspeed selbst entwickelte Motor mit 1,4 oder 1,7 Liter Hubraum – je nach Einsatzzweck – basiert auf dem BD und leistet dank Turboaufladung bis zu 700 PS. Klaus Ludwig wurde mit diesem Fahrzeug 1981 Meister in der DRM.

#### Formel 1
Da Keith Duckworth Turbomotoren lange ablehnte und sie nach dem Reglement der Formel 1 sogar als nicht zulässig betrachtete, verweigerte er lang die Entwicklung eines entsprechenden Motors. Doch der DFV wurde angesichts der immer weiter steigenden Motorleistungen der Turbomotoren immer weniger konkurrenzfähig und Ford drohte damit, Zakspeed mit der Konstruktion eines Turbomotors für die Formel 1 zu beauftragen. Auch weil Cosworth es sich aus Imagegründen nicht leisten konnte, keinen Turbomotor zu entwickeln, konnte Walter Hayes Duckworth schließlich überreden. Anfangs setzte Duckworth auf einen Vierzylinder. Einerseits, weil BMW mit einem von einem Straßenfahrzeug abgeleiteten Vieryzlindermotor beachtliche Leistungen erzielt hat und andererseits, weil er erwartete, dass durch das Reglement die Leistung oder den Kraftstoffverbrauch erheblich begrenzt werden würde, was wiederum für einen kleinen Vierzylindermotor spricht. 1984 fanden die ersten Testläufe mit 1,5 Liter großen BD-Motoren auf dem hauseigenen Motorenprüfstand statt. Diese waren noch nicht mit einem Turbolader ausgestattet, den Ladedruck von anfangs 3 bar lieferte ein mobiler Industriekompressor. Bei etwa 11.000/min und noch weit unter der angestrebten Maximalleistung kam es zu mehreren kapitalen Motorschäden. Es stellte sich heraus, dass die Konstruktion des BD den hohen Kräften, die aus der Drehzahl und dem Verbrennungsdruck resultierten, nicht gewachsen war. Es kam zu unkontrollierbaren Schwingungen im Bereich der Kurbelwelle und in der Folge zu verzogenen Motorblöcken. Die Idee eines BD für die Formel 1 wurde aufgegeben und der Cosworth GBA von Grund auf neu entwickelt.